# Kosty
Kosty (deutsch Kohsten) war ein Ort in der polnischen Woiwodschaft Ermland-Masuren. Seine Ortsstelle liegt im Bereich der Gmina Bartoszyce (Landgemeinde Bartenstein) im Powiat Bartoszycki (Kreis Bartenstein (Ostpr.)).

## Geographische Lage
Die Ortsstelle von Kosty liegt in der nördlichen Mitte der Woiwodschaft Ermland-Masuren, 18 Kilometer südlich der früheren und heute auf russischem Hoheitsgebiet gelegenen Kreisstadt Preußisch Eylau (russisch Bagrationowsk) bzw. 15 Kilometer westlich der heutigen Kreismetropole Bartoszyce (deutsch Bartenstein).

## Geschichte
1339 war das Jahr der erstmaligen urkundlichen Erwähnung des seinerzeit Costos genannten Dorfs. Nach 1339 Kosten, nach 1375 Koosten, nach 1780 Kohesten, nach 1785 Quosten und erst nach 1792 Kohsten genannt, bestand der Ort aus mehreren kleinen Höfen und Gehöften.
1874 kam die Landgemeinde Kohsten zum neu errichteten Amtsbezirk Worienen (polnisch Woryny) im ostpreußischen Kreis Preußisch Eylau. Im Jahre 1910 zählte Kohsten 72 Einwohner.
Am 1. Oktober 1928 gab die Landgemeinde Kohsten ihre Eigenständigkeit auf und wurde in die Nachbargemeinde Weischnuren (polnisch Wajsnory) eingegliedert.
Mit der Abtretung des gesamten südlichen Ostpreußen an Polen in Kriegsfolge im Jahre 1945 erhielt Kohsten die polnische Namensform „Kosty“. Das kleine Dorf existierte noch einige Jahre, bis es dann wohl in Wajsnory (Weischnuren) aufgegangen ist und heute offiziell nicht mehr genannt wird. Die Ortsstelle liegt im Gebiet der Landgemeinde Bartoszyce (Bartenstein) im Powiat Bartoszycki (Kreis Bartenstein (Ostpr.)), von 1975 bis 1998 der Woiwodschaft Olsztyn, seither der Woiwodschaft Ermland-Masuren zugehörig.

## Religion

### Christentum
Bis 1945 war Kohsten in die evangelische Kirche Eichhorn (polnisch Wiewiórki) in der Kirchenprovinz Ostpreußen der Kirche der Altpreußischen Union, außerdem in die römisch-katholische Kirche Landsberg (Ostpreußen) (polnisch Górowo Iławeckie) im damaligen Bistum Ermland eingepfarrt.

## Verkehr
Die durchaus noch erkennbare Ortsstelle von Kosty liegt an einer Nebenstraße, die das Dorf Wajsnory (Weischnuren) in der Gmina Bartoszyce mit dem Dorf Bądze (Bensen) in der Gmina Górowo Iławeckie verbindet.